# گونیای مساحی
گونیای مساحی وسیله‌ای است که از آن در نقشه‌برداری استفاده می‌شود و برای یافتن زاویهٔ قائم و زوایای ۳۰ و ۶۰ درجه استفاده می‌شود.
گونیای مساحی انواع مختلفی دارد که عبارتند از:
1. شکافدار: که در قدیم از آن استفاده می‌شد.
2. آینه دار
3. منشوری

گونیای منشوری:
دارای ۳ منشور است که منشور اول بخش چپ زمین را می‌بیند و منشور وسط برای ساخت زاویه قائمه ابتدا ۲ ژالون، یکی در بخش راست زمین و دیگری در قسمت چپ زمین امتداد گذاری می‌کنیم که با منشور بالا قسمت بالایی ژالون سمت چپ و با منشور راست قسمت پایین ژالون و ژالون گیر را می‌بینیم که در یک امتداد است باید ژالون سوم را به نحوی در بخش روبرو قرار دهیم که از منشور سوم ناحیه وسط ژالون سوم را مشاهده کنیم.

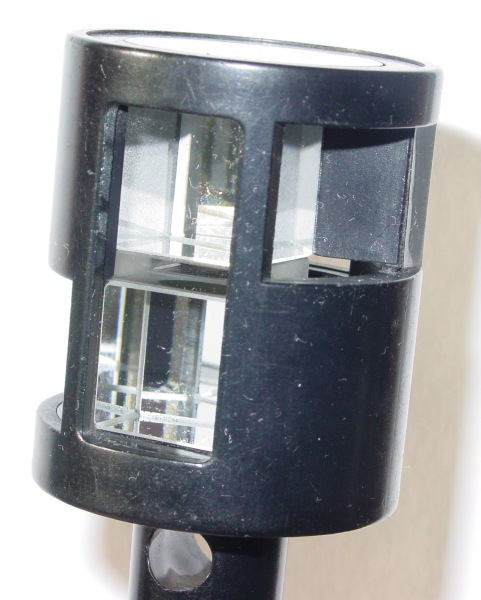
گونیای منشوری

برای دریافت اطلاعات بیشتر می‌توانید کتاب «کنترل و تنظیم دستگاه های نقشه برداری » مربوط به هنرجویان رشته نقشه برداری را مطالعه نمایید.
گونیای منشوری دو نوع دارد دو طبقه که موقع دید دو جهت مستقیم و عمود بر آن را می‌توان دید و سه طبقه که موقع نگاه کردن جهات عمود برهم مستقیم چپ و راست را می‌توان دید